# Roberto Cardoso Alves
Roberto Cardoso Alves (Aparecida, 24 de abril de 1927 — Santana de Parnaíba, 27 de janeiro de 1996) foi um político brasileiro.
Foi deputado federal por São Paulo por quatro mandatos e ministro da Indústria e Comércio, de 1988 a 1990. 

## Biografia
Advogado e fazendeiro, Cardoso Alves foi eleito a primeira vez deputado estadual por São Paulo pelo PDC e reeleito na legislatura seguinte, onde permaneceu até 1967, quando foi eleito deputado federal.
Integrava a ARENA, partido que dava base à ditadura em 1969, mesmo assim foi por esta cassado por se manifestar contrário à cassação de Márcio Moreira Alves, do oposicionista MDB, retornando à política somente em 1977, quando se elegeu vereador na capital paulista.
Dois anos depois foi reconduzido à Câmara federal, onde permaneceu; na Constituinte de 1987 foi o líder do grupo denominado "Centrão".
Foi nomeado, em 1988, para ocupar dois ministérios: primeiro o da Indústria e Comércio (em 1988) e finalmente o do Desenvolvimento Industrial, Ciência e Tecnologia onde, mesmo com denúncias de desvios, permaneceu até o final da gestão.
Em 1990, já sob a legenda do Partido Trabalhista Brasileiro, voltou a se eleger deputado mas, no pleito seguinte, não logrou êxito e se retirou da política.
Foi casado com Olga Duarte Cardoso Alves, com quem teve cinco filhos: Rute, Roberto, Marcos, Ângela e Eliana.
No sábado 27 de janeiro de 1996 o carro em que o político retornava de sua fazenda Santa Cecília em Porto Feliz saiu da pista na rodovia Castelo Branco (altura de Santana do Parnaíba), e este foi lançado para fora, sofrendo um corte grande e profundo e morrendo com o choque; velado na Assembleia Legislativa de São Paulo, o corpo foi levado para a cidade natal onde foi sepultado no cemitério Santa Rita, num enterro seguido por cerca de uma centena de pessoas.